# Vemundvik
Vemundvik is een plaats in de Noorse gemeente Namsos. Tot 1964 was het een zelfstandige gemeente in de toenmalige provincie Nord-Trøndelag. De parochiekerk in het dorp Vemundvil dateert uit 1875.